# Кочо Битоляну
Кочо Битоляну (на македонска литературна норма: Кочо Битолjану) е деец на комунистическата съпротива във Вардарска Македония от влашки произход.

## Биография
Роден е на 8 януари 1924 година в град Крушево. Става член на Местния комитет на СКМЮ и ръководи диверсантски групи в Скопие. Във връзка с убийството на дееца на ВМРО Мане Мачков Битоляну заедно с Търпе Яковлевски и Ангеле Михайловски и Бранко Фрицкан са арестувани, като Битоляну, Михайловски и Фрицкан получават присъди по 15 години затвор. Битоляну е физически убиец на Мачков, а при атентата ранява в крака Петре Богданов. След Втората световна война е повереник и секретар на Градския народен комитет и ръководи ОЗНА за Македония, както и УДБА за Югославия. В различни периоди и държавен заместник-секретар и секретар за вътрешни работи на Социалистическа република Македония. Бил е народен представител в Събранието на СРМ. Носител е на Партизански възпоменателен медал 1941 година.